# 와타나베 가즈히토
와타나베 가즈히토(일본어: 渡邊 一仁, 1986년 9월 1일 ~ )는 일본의 전 축구 선수이다.

## 구단 경력
그는 2009년부터 2020년까지 J리그의 에히메 FC, 파지아노 오카야마, 요코하마 FC에서 활동하였다.